# Виц (река)
Виц или Вит (блр. Віць; рус. Вить) белоруска је река и лева притока реке Припјат (сливно подручје Дњепра).
Извире код села Нахав у Калинкавичком рејону Гомељске области, делом тече и преко Хојничког рејона и улива се у реку Припјат код села Туљгавичи.
Укупна дужина водотока од извора до ушћа је 70 km, а сливно подручје обухвата територију површине 991 km². Просечан проток у области ушће је око 3,2 m³/s. Под ледом је од почетка децембра до краја марта, а највиши водостај има почетком пролећа.